# I'll Stick Around
I'll Stick Around è un singolo del gruppo musicale statunitense Foo Fighters, pubblicato il 4 settembre 1995 come secondo estratto dal primo album in studio Foo Fighters.

## La canzone
All'epoca della pubblicazione del singolo si pensava che la canzone parlasse di Courtney Love, vedova di Kurt Cobain, la quale era costantemente in conflitto con Dave Grohl e Krist Novoselic (i due rimanenti membri dei Nirvana) per i diritti sulle canzoni del gruppo. Anni dopo Grohl rivelò in un'intervista alla rivista Mojo che effettivamente il brano parlava della Love.

## Video musicale
Quello per I'll Stick Around fu il primo videoclip dei Foo Fighters e venne diretto da Jerry Casale.
Il video mostra la band che interpreta la canzone in una stanza illuminata da luci stroboscopiche e mentre un'enorme spora vola intorno a loro. Queste immagini sono intervallate da alcuni spezzoni in cui Grohl mangia e poi sputa degli scacchi e in cui sempre Grohl si lava i denti con quello che sembra essere un coltello da burro.
Questo video compare anche in un episodio di Beavis and Butt-head.

## Cover
"Weird Al" Yankovic incluse I'll Stick Around nella sua The Alternative Polka, inserita poi nell'album Bad Hair Day.

## Tracce
CD singolo, 12"
1. I'll Stick Around
2. How I Miss You
3. Ozone (Ace Frehley cover)

7"
1. I'll Stick Around
2. How I Miss You

CD singolo (Giappone)
1. I'll Stick Around
2. How I Miss You
3. Ozone (Ace Frehley cover)
4. For All The Cows (Dal vivo)
5. Wattershed (Dal vivo)

## Formazione
- Dave Grohl – voce, chitarra, basso, batteria

## Classifiche
| Classifiche (1995)            | Posizione massima |
| ----------------------------- | ----------------- |
| Australia                     | 61                |
| Regno Unito                   | 18                |
| Regno Unito (rock & metal)    | 1                 |
| Stati Uniti (alternative)     | 8                 |
| Stati Uniti (mainstream rock) | 12                |